# Alex Borstein
Alexandrea (Alex) Borstein (Highland Park (Illinois), 15 februari 1973) is een Amerikaanse actrice, stemactrice, scenarioschrijfster en comédienne.
Borstein spreekt voor de animatieserie Family Guy de stem van Lois Griffin, Loretta Brown, Barbara Pewterschmidt, Tricia Takanawa en nog wat andere personages. Ze acteerde ook vaak in MADtv. Verder heeft ze een kleine rol in de films Dinner for Schmucks en Ted. In The Lizzie McGuire Movie speelt zij de rol van Miss Ungermeyer en voor de film The Bad Guys sprak ze de stem in van politiechef Misty Luggins. 
- Gemeinsame Normdatei: 106741438X
- International Standard Name Identifier: 0000 0000 4096 9255
- Library of Congress Control Number: n2006096844
- MusicBrainz: 53daaa69-7765-4395-b895-bc486a37b2a8
- Nationale Bibliotheek van Israël: 987007391823205171
- Nederlandse Thesaurus van Auteursnamen: 384075762
- Virtual International Authority File: 38812135
- WorldCat: E39PBJh4qcMQ4k9vr8vGHY9qwC